# Eureka (Kalifornie)
Eureka je město v Humboldt County v americkém státě Kalifornie.
V roce 2007 zde žilo 26 097 obyvatel. Rozloha města je 37,4 km². Eureka je důležitý přístav na západním pobřeží státu. Podnebí je velmi mírné, oceánské se středozemními charakterstikami (většina srážek spadne v zimě).

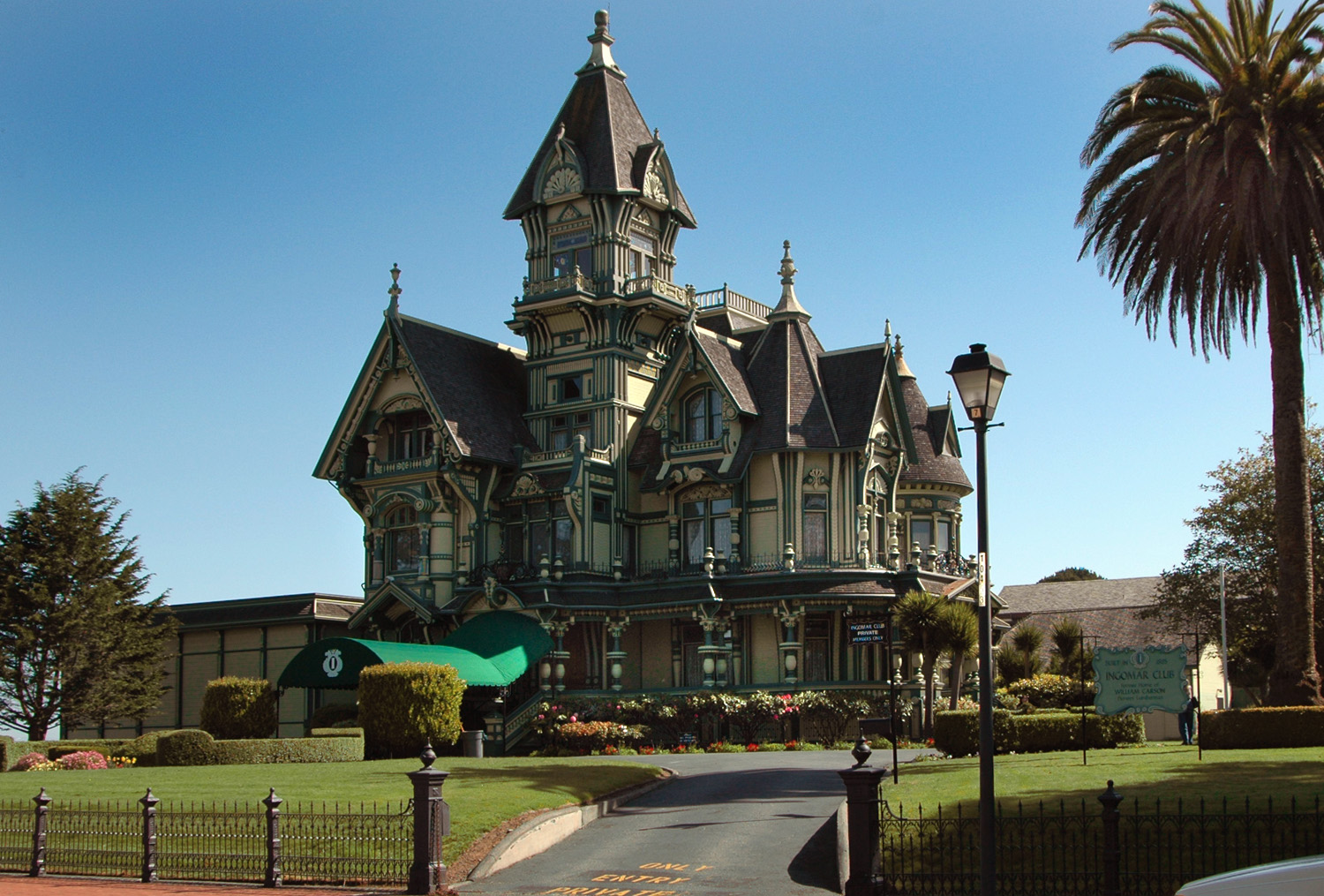
Carson Mansion